# 龙江河
龙江河，是中国长江流域的一条河流，於貴州省玉屏侗族自治縣新店鄉河口汇入㵲陽河，属于沅江水系。河长126千米，流域面积1706平方千米，多年平均流量31立方米每秒。自然落差647米。水能理论蕴藏量4万千瓦。